# Eclissi solare del 20 aprile 2042
L'eclissi solare del 20 aprile 2042 è un evento astronomico che avrà luogo il suddetto giorno attorno alle ore 02:17 UTC.